# Indapur
Indapur è una città dell'India di 21.584 abitanti, situata nel distretto di Pune, nello stato federato del Maharashtra. In base al numero di abitanti la città rientra nella classe III (da 20.000 a 49.999 persone).

## Geografia fisica
La città è situata a 18° 08' 27 N e 75° 01' 57 E.

## Società

### Evoluzione demografica
Al censimento del 2001 la popolazione di Indapur assommava a 21.584 persone, delle quali 11.233 maschi e 10.351 femmine. I bambini di età inferiore o uguale ai sei anni assommavano a 2.919, dei quali 1.560 maschi e 1.359 femmine. Infine, coloro che erano in grado di saper almeno leggere e scrivere erano 14.860, dei quali 8.420 maschi e 6.440 femmine.